# De Twee Provinciën (waterschap)
De Twee Provinciën was van 1918 tot 1970 een interprovinciaal waterschap op het grondgebied van de gemeenten Achtkarspelen, Grootegast en Grijpskerk in de Nederlandse provincies Groningen en Friesland.
Het waterschap was verantwoordelijk voor de waterstand in een gebied van 230 hectare en voor het onderhouden van de verharde weg Stroobos - Schalkedam. 
Het werd bij de waterschapsconcentratie in 1970 gesplitst. Het Groninger deel ging over in de Hilmahuistermolenpolder, het Friese in Lits en Lauwers.
Waterstaatkundig gezien ligt het gebied sinds 2000 binnen dat van het wetterskip Fryslân.